# Étienne Maistre
Pour les articles homonymes, voir Maistre.
L'abbé Étienne Maistre, né le 18 octobre 1815 à Cunfin (Aube) et mort le 15 juin 1884 à Dampierre (Aube), est un ecclésiastique français, auteur d'ouvrages d'édification et d'hagiographie chrétienne.

## Biographie
Chanoine honoraire de Troyes, prêtre et curé-doyen de la paroisse de Dampierre, ancien professeur d'Écriture sainte et de théologie, examinateur général des conférences ecclésiastiques diocésaines, l'abbé Maistre a été un polygraphe religieux actif sous le nom de plume de Stephanus ou Stéphane Maistre, forme latinisée de son prénom.
Spécialiste de la vie des saints, il est en particulier l'auteur d'une monumentale Christologie, en dix volumes publiée de 1869 à 1877.

## Ouvrages
Liste des publications :
- Histoire de chacun des soixante-douze disciples de notre-seigneur Jésus Christ, composant la première compagnie de Jésus, premiers témoins de ses miracles et thaumaturges eux-mêmes, premiers hérauts de l'évangile, coadjuteurs des apôtres, premiers pasteurs ou évêques des grandes cités de l'Univers, publiée pour la première fois d'après les récits scripturaux et patrologiques, d'après les monuments inédits et les antiques traditions, Chaumont, C. Cavaniol, 1868, VIII-469 p.
- La grande christologie prophétique et historique... ou Jésus-Christ avec ses preuves et témoins, Paris, V. Palmé, 1869-1877, 10 volumes.
- Histoire traditionnelle de saint Barthélemy, apôtre, divisée en deux livres, Paris, V. Palmé, 1870, 87 p.
- Histoire traditionnelle de saint Mathieu, apôtre et évangéliste, Paris, V. Palmé, 1870, 104 p.
- Histoire de la prédication, des miracles et du martyre de saint Thomas apôtre, Paris, V. Palmé, 1870, 140 p.
- Histoire complète de saint Paul, apôtre et docteur des nations... divisée en cinq livres, Paris, V. Palmé, 1870, 500 p.
- Histoire de saint Philippe, apôtre, Paris, V. Palmé, 1870, 64 p.
- Histoires scientifiques et édifiantes de chacun des grands et bienheureux apôtres S. Philippe, S. Barthélemy, S. Matthieu, S. Thomas, S. Jacques le Mineur, de leurs prédications, leurs courses apostoliques, leurs prodiges et leurs glorieux martyres, tirées des livres canoniques, des écrits patrologiques, des antiques monuments traditionnels, comparés, prouvés, annotés, divisées en huit livres, Paris, F. Wattelier, 1870, 460 p.
- Histoire complète de saint Pierre, prince des apôtres, de ses prédications, ses miracles, ses courses apostoliques et son glorieux martyre, tirée des livres canoniques, des ss. pères, des traditions primitives, des écrivains et docteurs ecclésiastiques, précédée de l'histoire générale des douze apôtres divisée en cinq livres, précédée de l'histoire générale des douze apôtres, Paris, V. Palmé, 1870, 534 p.
- Histoires scientifiques et édifiantes de chacun des grands et bienheureux apôtres saint André, saint Jacques le Majeur, saint Simon et saint Jude, saint Mathias, de leurs courses apostoliques, leurs prédications, leurs prodiges et leurs glorieux martyres, divisées en six livres, Paris, V. Palmé, 1870, 491 p.
- Histoire du grand et admirable saint Jean, apôtre et évangéliste, de ses miracles, ses courses apostoliques, ses écrits et sa glorieuse mort, tirée des livres canoniques, des écrits patrologiques, des documents des temps apostoliques et des mémoires mêmes, composées par les témoins oculaires, avec réfutation des objections, Paris, V. Palmé, 1870, 427 p.
- Le livre des figures prophétiques ou L'histoire de Jésus-Christ, de la Ste Vierge, des apôtres et de l'Eglise, prophétiquement préfigurée dans les faits et dans les personnages typiques de l'Ancien Testament, publiée pour la première fois divisée en cinq livres, Paris, V. Palmé, 1873, 447 p.
- Les Saintes femmes les plus illustres des temps apostoliques qui par leur vie, par leurs discours et leurs actions ou par leur généreux martyre ont rendu témoignage à Jésus-Christ ; leurs monographies sont précédées de l'Histoire de la sainte vierge, mère du Christ, Paris, V. Palmé, 1874, 548 pp.
- Les hommes illustres de la primitive Église, ou Les Hébreux et les Gentils qui furent les témoins immédiats de Jésus-Christ et des apôtres, Paris, V. Palmé, 1874, 2 volumes.
- Les monuments authentiques du premier siècle concernant les faits de Jésus Christ et des apôtres. 1200 principaux monuments du Ier siècle exposés dans ce livre. Paris, V. Palmé, 1878, 547 pp. (lire en ligne).
- Les soixante-douze disciples de Notre-Seigneur Jésus-Christ et leurs illustres successeurs les soixante-douze cardinaux, Paris, V. Palmé, 1879.
- Grand sermonnaire nouveau et complet, méthodique et suivi, contenant tous les sujets de la chaire catholique, Paris, V. Palmé, 1881, 2 volumes.
- Les Voies saintes du Sauveur, ou Méditations et prières relatives aux vérités principales et fondamentales de la religion, et à nos fins dernières représentées dans une série de tableaux et d'images, Paris, Société générale de librairie catholique, 1881, 276 p.
- Saint Clément de Rome : son histoire, renfermant les actes de saint Pierre, ses écrits, avec les preuves qui les réhabilitent, son glorieux martyre, Paris, V. Palmé, 1883-1884, 2 volumes.
- Dampierre. Antiquités nationales, françaises, européennes, etc. Origines des plus puissantes dynasties qui ont occupé et qui occupent encore les divers trônes des nations civilisées. Histoire de la maison de Dampierre, Paris, V. Palmé, 1884.